# Pororari (fleuve)
Le fleuve Pororari  (en anglais : Pororari River) est un cours d’eau de la région de la  West Coast dans l’Île du Sud de la Nouvelle-Zélande.

## Géographie
Il s’écoule vers le nord-ouest à partir de sa source dans la chaîne de Paparoa, atteignant la  Mer de Tasman au niveau de la ville de Punakaiki.